# 喜多川行麿
喜多川 行麿（きたがわ ゆきまる、生没年不詳）とは、江戸時代の浮世絵師。

## 来歴
喜多川歌麿の門人。画姓に喜多川または北川を称す。『狂文宝合之記』（天明3年〈1783年〉刊行）「客品」の巻に「哥麿門人　行麿」としてその名が見え、天明5年と天明8年に刊行された黄表紙の挿絵を描く。肉筆画も数点残っている。

## 作品
- 『爺山柴刈/婆川洗濯　鬼窟大通話』三巻　黄表紙　朋誠堂喜三二作、天明5年刊行
- 『向嶋佐々木久物』一巻　黄表紙　喜三二作、天明5年刊行
- 『文武二道万石通』三巻　黄表紙　喜三二作、天明8年刊行
- 『時代世話二挺鼓』二巻　黄表紙　山東京伝作、天明8年刊行
- 「正月花魁と禿図」　絹本着色　浮世絵太田記念美術館所蔵
- 「母と子」　絹本着色　光記念館所蔵　※「喜多川行麿筆」の落款あり。那須ロイヤル美術館（小針コレクション）旧蔵